# Michael Avi-Yonah
Pour les articles homonymes, voir Avi.

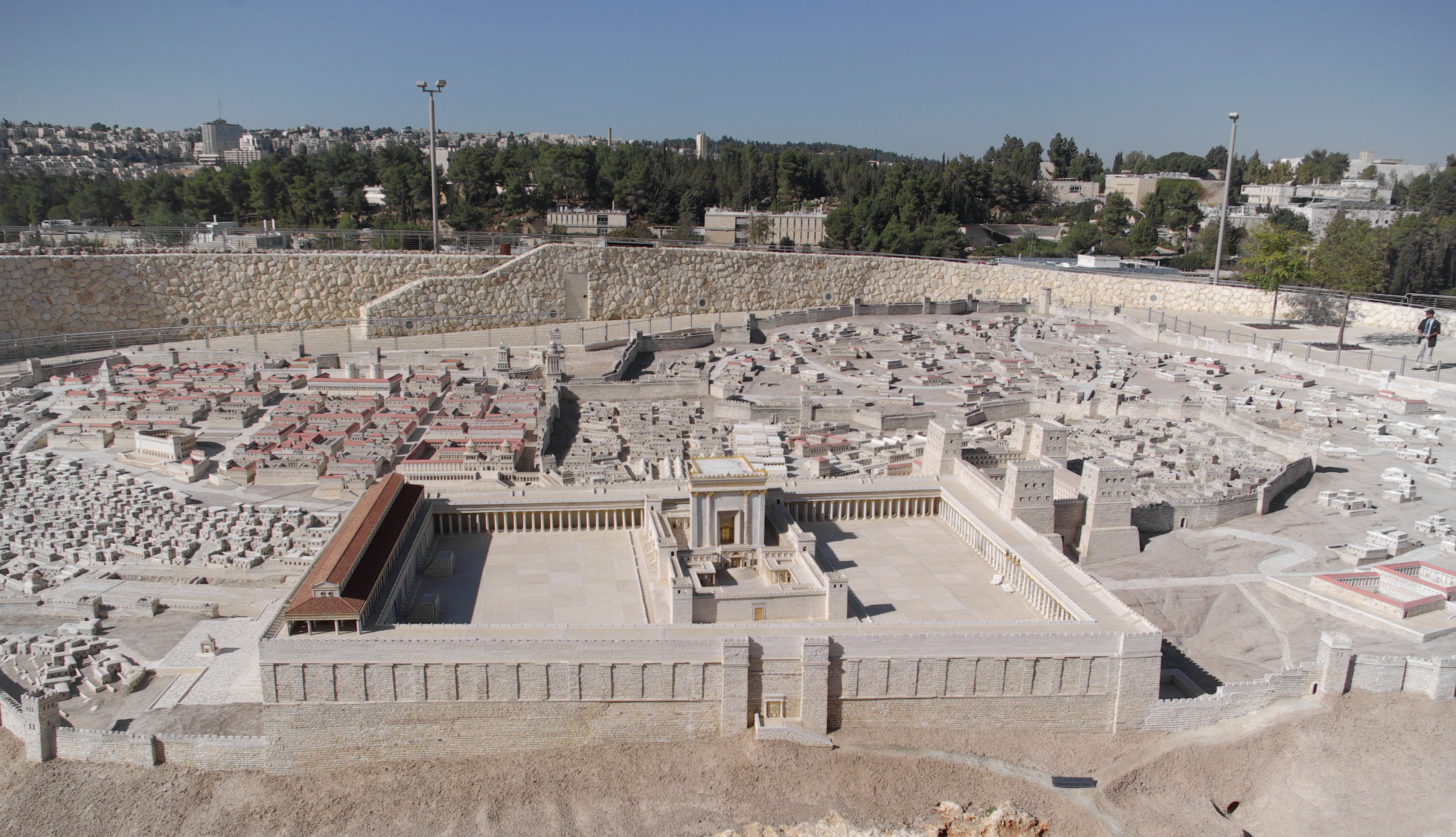
Maquette Holyland de Jérusalem

Michael Avi-Yonah (né le 26 septembre 1904 à Lemberg, en Galicie (Empire austro-hongrois), mort le 26 mars 1974 à Jérusalem) est un archéologue et historien israélien.

## Biographie
Michael Avi-Yonah émigre en Palestine mandataire avec ses parents en 1919 au cours de la troisième alya. Il étudie d'abord au lycée hébraïque Rehaviah de Jérusalem. Titulaire de son diplôme de fin d'études secondaires, il part en Angleterre où il étudie l'histoire et l'archéologie à l'université de Londres. À son retour à Jérusalem, il étudie à l'école britannique d'archéologie. Ses premières fouilles archéologiques sont celles de Tell el-Ajjul, à côté de Gaza, et de l'Ophel à Jérusalem. À la fin de ses études, il entre au département des Antiquités qui était alors un des services gérés par les autorités britanniques établies en Palestine, depuis 1918. Il y travaille comme bibliothécaire et archiviste. Après la création de l'état d'Israël en 1948, il devient secrétaire du département des Antiquités d'Israël.
En 1949, il mène des fouilles sur Guivat Ram à Jérusalem lors de la construction du centre international de congrès de Jérusalem où il est le premier à découvrir une fabrique de brique de la dixième légion romaine Fretensis. Il participe aux premiers sondages de Massada qui précédèrent les fouilles et mène une fouille limitée au nord de Césarée où est découvert une ancienne synagogue.
Il obtient le prix Bialik en 1955 pour son livre Antiquités de notre terre.
Michael Avi-Yonah a supervisé la construction d'une maquette de Jérusalem pendant la période du Second Temple pour l'hôtel Holyland. Cette maquette est inaugurée en 1966 après trois ans de travaux et se trouve aujourd'hui au Musée d'Israël.
Il décède à Jérusalem en mars 1974.  